# Бабиаш, Отто
Отто Бабиаш (нем. Otto Babiasch; род. 21 марта 1937, Байнец, Сучава) — восточногерманский боксёр. Участник летних Олимпийских игр 1964 года.

## Биография
Отто Бабиаш родился 21 марта 1937 года в румынском селе Байнец.
Выступал в соревнованиях по боксу за берлинское «Динамо». В 1961 и 1963—1964 годах становился чемпионом ГДР.
В 1963 году в составе сборной ГДР участвовал в матче со сборной Польши, где единогласным решением судей проиграл Артуру Олеху.
В 1964 году вошёл в состав Объединённой германской команды на летних Олимпийских играх в Токио. В весовой категории до 51 кг в 1/8 финала раздельным решением судей победил Суту Ёсино из Японии — 3:2, в четвертьфинале раздельным решением судей проиграл Бобу Кармоди из США — 1:4.